# Дом украинского радио
Дом Украинского радио (укр. Будинок Українського радіо) — аппаратно-студийный комплекс и штаб-квартира Украинского радио в составе Национальной общественной телерадиокомпании Украины, расположен в Киеве на ул. Крещатик, 26.
Из Дома радио выходят в прямой эфир Первый канал Украинского радио, Радио «Луч», Радио «Культура» и Всемирная служба радиовещания Украины.

## История строительства
В 1949 году начинается строительство киевского телерадиоцентра на Крещатике, 26. Это был первый телерадиоцентр, полностью оснащенный отечественным оборудованием. Автором проекта четырехэтажного телерадиоцентра был Виктор Елизаров (он является соавтором монумента «Родина-мать», зданий метро «Крещатик», аэропорта «Жуляны», гостиниц «Киев» и «Днепр»). Здание построено на месте бывших почтамта и радиотрансляционной станции, которые были разрушены во время Второй мировой войны. Стиль здания — ретроспективизм (историзм), ориентирован на формы барокко.
5 ноября 1951 года состоялась первая профессиональная телетрансляция из Киевского телецентра на Крещатике, 26. Транслировали фильм «Алитет уходит в горы». 6 ноября транслировали пропагандистскую киноленту «Большое зарево», а 7 состоялась «живая» телетрансляция парада и демонстрации, проходивших на Крещатике. Трансляция стала возможной благодаря высокой железной телебашне, построенной рядом с телерадиоцентром.
Демонтировали телебашню только в середине 1970-х. А в 1990-х Украинское телевидение переехало на Сырец в телецентр «Карандаш», поэтому на Крещатике осталась штаб-квартира Украинского радио.

## Дом Украинского радио сегодня
Дом радио сегодня — это современный телерадиокомплекс, с которого вещают круглосуточно четыре канала Украинского радио и киевский телеканал «Центральный канал» в составе НОТУ.

##### Радиоканалы, выходящих в прямой эфир из Дома радио на Крещатике, 26
- UA: Украинское радио — первый канал общественного радио в Украине. По формату — информационная разговорная радиостанция.
- UA: Радио «Проминь» - второй канал Украинского радио. По формату — музыкально-разговорная молодежная радиостанция.
- UA: Радио «Культура» - третий канал Украинского радио. По формату — культурно-просветительская радиостанция.
- Всемирная служба радиовещания Украины. Вещает на русском, румынском, английском, украинском и немецком языках.

Кроме того, здесь расположен орган стратегического управления Общественного вещания — Наблюдательный совет ПАО «НСТУ», а также центральный орган исполнительной власти — Государственный комитет телевидения и радиовещания Украины.